# De tre Gudfædre
De tre Gudfædre er en amerikansk stumfilm fra 1916 af Edward Le Saint.

## Medvirkende
- Harry Carey som Bob Sangster.
- Stella Razeto som Ruby Merrill.
- George Berrell som Tim Gibbons.
- Joe Rickson som Rusty Conners.
- Jack Hoxie som Pete Cushing.